# Skalice (přírodní památka)
Skalice je přírodní památka v katastrálním území obce Mikušovce v okrese Ilava v Trenčínském kraji na Slovensku. Území bylo vyhlášeno v roce 1969 a má rozlohu 1,4 hektaru. Předmětem ochrany je netěžitelné ložisko manganové rudy, které je názorným příkladem geneze ložiska ve vodním prostředí. Všechny pokusy o těžbu v minulosti byly neúspěšné pro nerentabilnost.